# 李宗颖
李宗颖，直隶沧州（今河北沧州）人，是一名清朝政治人物。监生出身。
李宗颖曾于1819年接替李鸿钧任青浦县知县一职，1821年由王青莲接任。